# Lista locurilor din Bacău
Această listă prezintă cele mai importante locuri din Bacău.

## Edificii religioase

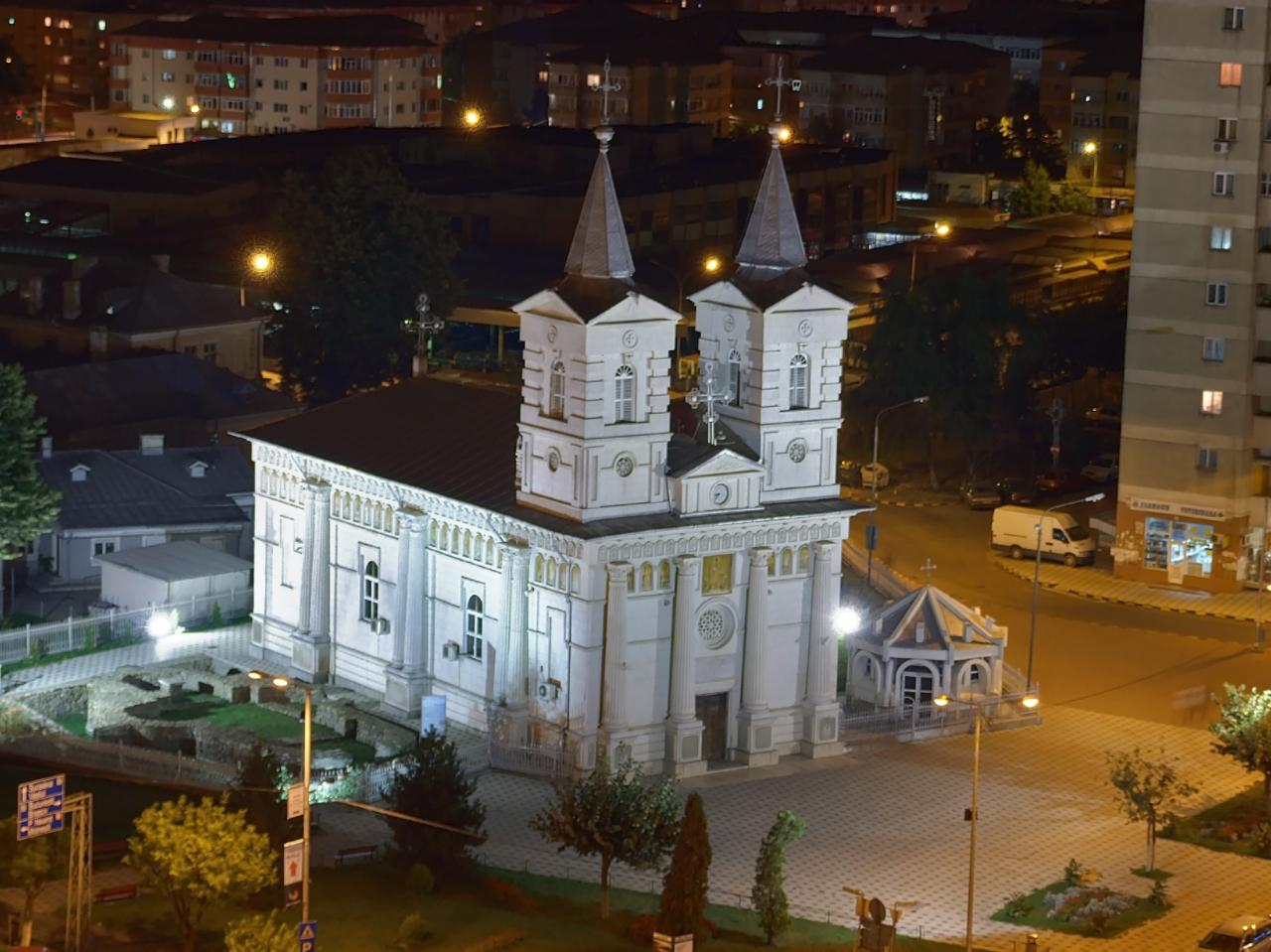
Biserica ortodoxă Sfântul Nicolae

Biserica catolică Sf. Petru şi Pavel

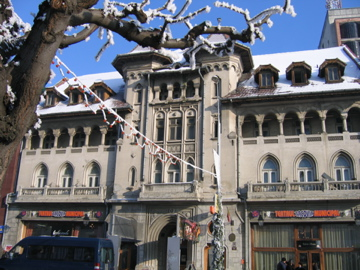
Teatrul Municipal George Bacovia

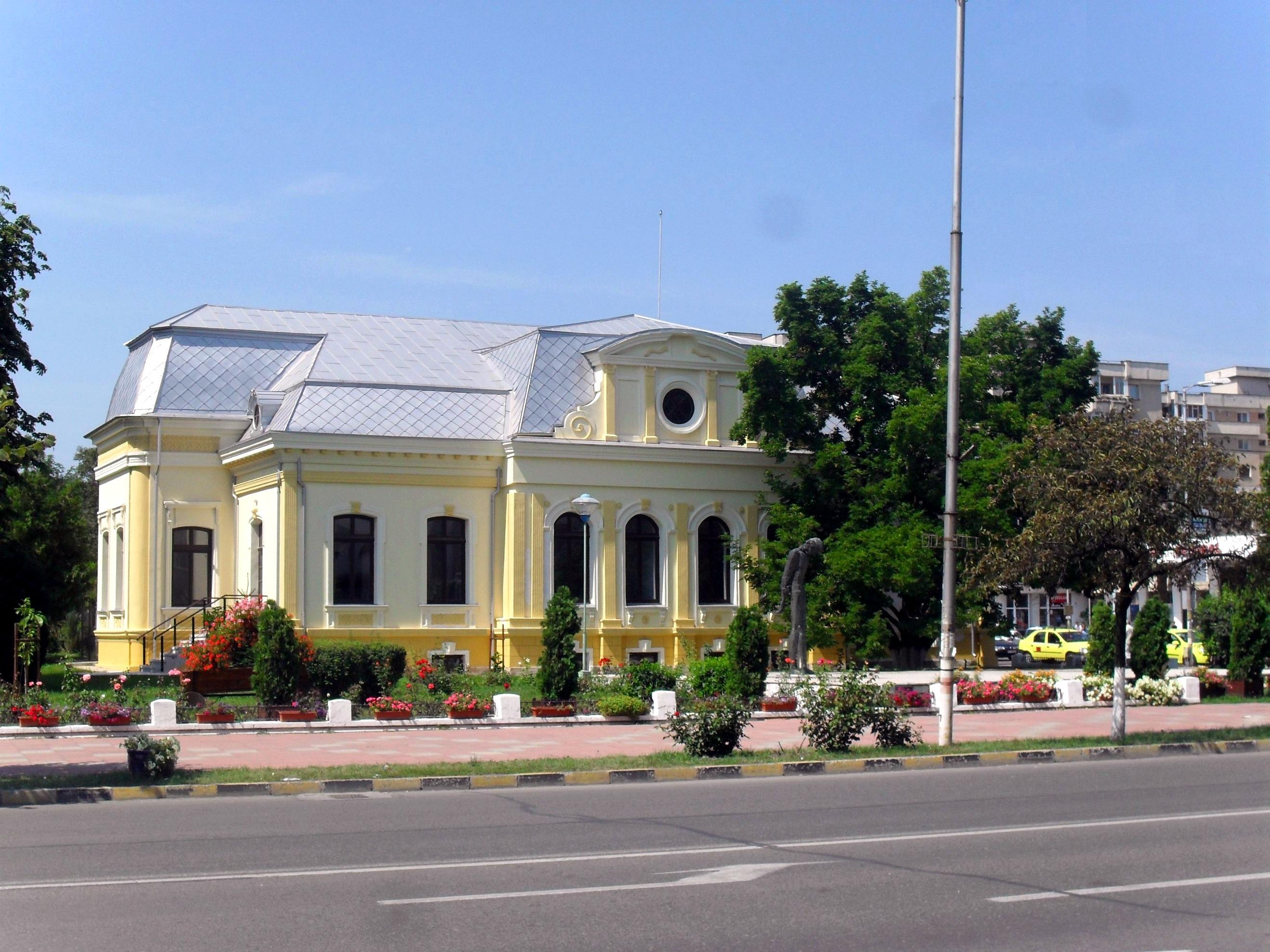
Biblioteca Județeană

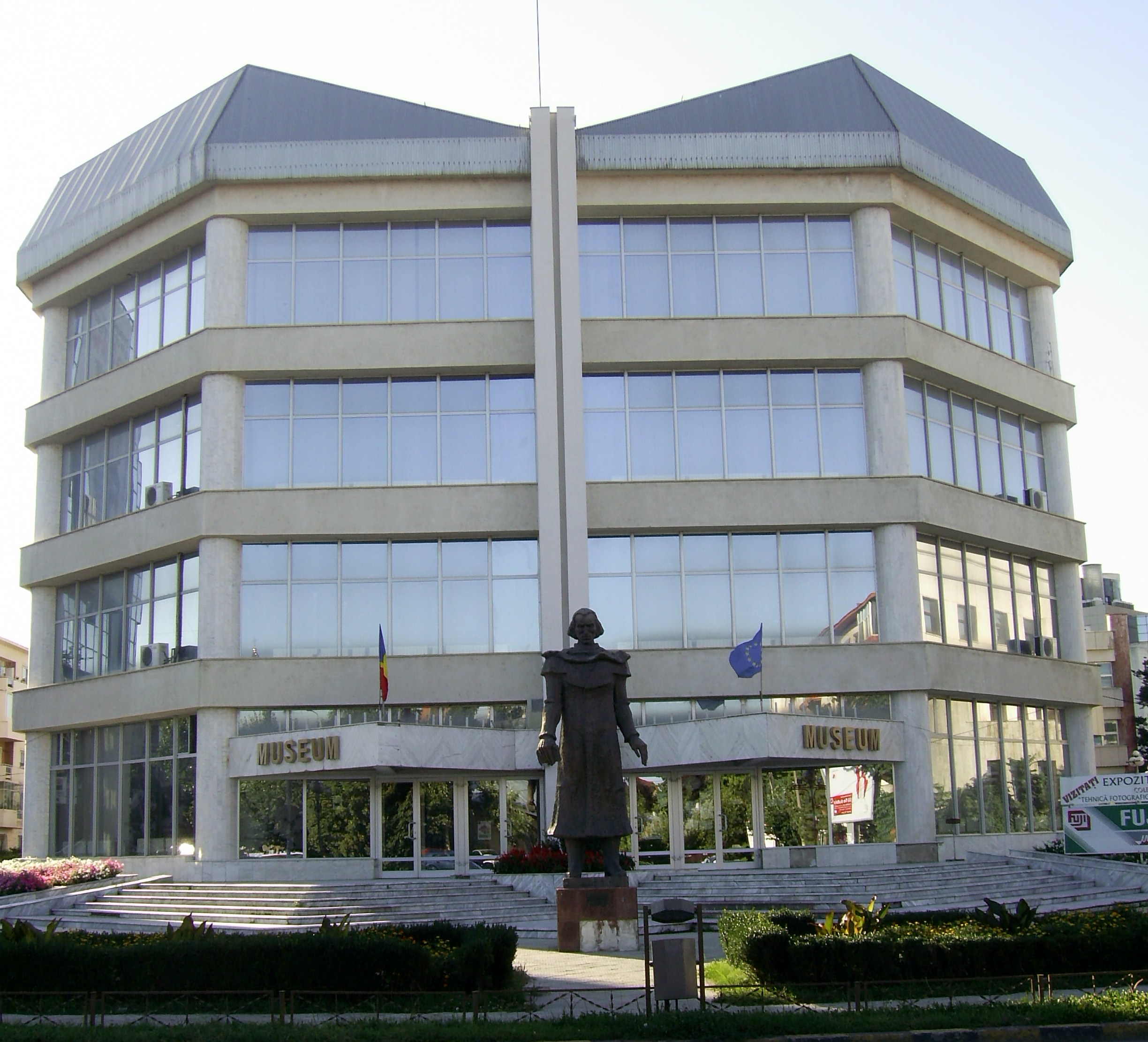
Complexul Muzeal Iulian Antonescu

- Catedrala „Înălțarea Domnului” (secolul XXI)
- Catedrala ortodoxă Sfântul Nicolae (prima jumătate a secolului al XIX-lea)
- Biserica romano-catolică Sfântul Nicolae (prima jumătate a secolului al XIX-lea)
- Biserica romano-catolicǎ Sfinții Petru și Pavel (sfârșitul secolului XX)
- Biserica Precista
- Biserica Sfântul Ilie (ortodoxă de stil vechi)
- Biserica Sfântul Ioan
- Biserica Sfântul Gheorghe
- Biserica Sfântul Dumitru
- Biserica Învierea Domnului
- Biserica Sfânta Treime
- Biserica Fericitul Ieremia
- Biserica Betel
- Biserica Acoperământul Măicii Domnului
- Biserica Adventistă De Ziua A Șaptea
- Biserica Adventistă Speranța
- Mănăstirea Franciscană Sfântul Iosif
- Templul Cerealierilor

## Case și conace
- Casa memorialǎ Nicu Enea
- Casa memorială George Bacovia
- Casa Rafailă

## Teatre
- Teatrul Municipal Bacovia [1]
- Teatrul de vară Radu Beligan

## Monumente și statui
- Statuia lui Ștefan cel Mare
- Statuia lui George Bacovia
- Statuia lui Decebal
- Statuia lui Ion Creangă
- Statuia lui Vasile Pârvan
- Statuia lui Vasile Alexandri
- Statuia lui Ciprian Pintea
- Statuia eroului Constantin Ene
- Statuia lui Alexandru Vodă

## Clădiri culturale
Biblioteca Județeană "Costache Sturdza"

## Muzee
- Complexul Muzeal de Științele Naturii „Ion Borcea”
- Complexul Muzeal „Iulian Antonescu”
- Galeriile de Artă Ceramică „Anton Ciobanu”
- Vivariu

## Parcuri și spații verzi
- Insula de agrement
- Parcul Trandafirilor
- Parcul Cancicov
- Parcul Vasile Alexandri

## Complexe comerciale
- Adal Shopping Center
- Arena Mall Bacău
- Central Plaza Bacău
- Hello Shopping Park (fost European Retail Park, Promenada Mall)
- Luceafărul Shopping Center
- One Shopping Center
- Tiago Mall